# جورج جوستين (مصور سينمائي)
جورج جوستين (بالإنجليزية: George Heath)‏ هو مصور سينمائي أسترالي، ولد في 1901 في سيدني في أستراليا، وتوفي في 1968.

## وصلات خارجية
- جورج جوستين على موقع IMDb (الإنجليزية)
- جورج جوستين على موقع أول موفي (الإنجليزية)
- جورج جوستين على موقع قاعدة بيانات الفيلم (الإنجليزية)
- جورج جوستين على موقع كينوبويسك (الروسية)